# Saint-Mandé (metrostation)
Saint-Mandé is een station van de metro in Parijs langs metrolijn 1 in de gemeente Saint-Mandé.
La Défense · 
Esplanade de la Défense · 
Pont de Neuilly · 
Les Sablons · 
Porte Maillot · 
Argentine · 
Charles de Gaulle - Étoile · 
George V · 
Franklin D. Roosevelt · 
Champs Élysées - Clemenceau · 
Concorde · 
Tuileries · 
Palais Royal - Musée du Louvre · 
Louvre - Rivoli · 
Châtelet · 
Hôtel de Ville · 
Saint-Paul · 
Bastille · 
Gare de Lyon · 
Reuilly - Diderot · 
Nation · 
Porte de Vincennes · 
Saint-Mandé · 
Bérault · 
Château de Vincennes